# Fidel Ambríz
Fidel Ambríz González (León, México, 21 de marzo de 2003) es un futbolista Mexicano. Juega como centrocampista y su equipo es el Club de Fútbol Monterrey de la Primera División de México.

## Trayectoria

### Club León
Debutó profesionalmente con el Club León el sábado 9 de noviembre de 2019 en la victoria por 1 a 0 sobre el Deportivo Toluca Fútbol Club con 16 años, 7 meses y 9 días, convirtiéndose en el segundo jugador más joven en jugar con la playera de los esmeraldas solo por detrás del Chino Estrada (que debutó en el torneo de Copa con 16 años, 6 meses y 10 días, es decir, un mes y 9 días más joven que Ambríz).
Anotó su primer gol el 9 de mayo del 2021 ante el Deportivo Toluca. El encuentro de repechaje en tiempo regular culminó en empate a dos dianas, se alargo a penales y resultó en su eliminación, acabando con la oportunidad del bicampeonato.
Club de Futbol Monterrey
El fichaje de Ambriz con los regios se realizó el 27 de agosto de 2024 como compra definitiva por 4 años. 

## Estadísticas

### Clubes
Actualizado al último partido disputado el 31 de agosto de 2024.
| Club                     | Div.          | Temporada     | Liga  | Liga  | Copas nacionales | Copas nacionales | Copas internacionales | Copas internacionales | Total | Total |
| Club                     | Div.          | Temporada     | Part. | Goles | Part.            | Goles            | Part.                 | Goles                 | Part. | Goles |
| ------------------------ | ------------- | ------------- | ----- | ----- | ---------------- | ---------------- | --------------------- | --------------------- | ----- | ----- |
| Club León · México       | 1.ª           | 2019-20       | 2     | 0     | —                | —                | 0                     | 0                     | 2     | 0     |
| Club León · México       | 1.ª           | 2020-21       | 4     | 1     | 1                | 0                | 1                     | 0                     | 6     | 1     |
| Club León · México       | 1.ª           | 2021-22       | 24    | 0     | —                | —                | 4                     | 1                     | 28    | 1     |
| Club León · México       | 1.ª           | 2022-23       | 34    | 3     | —                | —                | 7                     | 1                     | 41    | 4     |
| Club León · México       | 1.ª           | 2023-24       | 22    | 3     | ―                | ―                | 4                     | 0                     | 26    | 3     |
| Club León · México       | Total club    | Total club    | 86    | 7     | 1                | 0                | 16                    | 2                     | 103   | 9     |
| C. F. Monterrey · México | 1.ª           | 2024-25       | 1     | 0     | ―                | ―                | -                     | -                     | 1     | 0     |
| C. F. Monterrey · México | Total club    | Total club    | 1     | 0     | -                | -                | -                     | -                     | -     | -     |
| Total carrera            | Total carrera | Total carrera | 87    | 7     | 1                | 0                | 16                    | 2                     | 103   | 9     |

## Palmarés

### Campeonatos internacionales
| Título                           | Equipo        | Sede         | Año  |
| -------------------------------- | ------------- | ------------ | ---- |
| Torneo Centroamericano de Fútbol | México Sub-23 | San Salvador | 2023 |

### Títulos nacionales
| Título                     | Club      | País   | Año  |
| -------------------------- | --------- | ------ | ---- |
| Primera División de México | Club León | México | 2020 |

### Títulos internacionales
| Título                           | Club      | País     | Año  |
| -------------------------------- | --------- | -------- | ---- |
| Liga de Campeones de la Concacaf | Club León | Concacaf | 2023 |